# Francesco d'Elci
Francesco d'Elci, né le 29 avril 1707 à Sienne et mort le 4 avril 1787 à Rome, est un cardinal italien du XVIIIe siècle.

## Biographie
Francesco d'Elci exerce diverses fonctions au sein de la Curie romaine, notamment comme auditeur général de la Chambre apostolique. Le pape Clément XIV le crée cardinal-prêtre lors du consistoire du 26 avril 1773. Il participe au conclave de 1774-1775, lors duquel Pie VI est élu pape et au conclave de 1799-1800 (élection de Pie VII).
Francesco d'Elci est un neveu du cardinal Rainiero d'Elci et un arrière-neveu du cardinal Scipione Pannocchieschi d'Elci

### Source
- Fiche du cardinal sur le site fiu.edu